# Enrico Arienti
Enrico Arienti (Desio, 1º giugno 1932 – 24 maggio 1975) è stato un calciatore italiano, di ruolo centrocampista.

## Carriera

Enrico Arienti

Nel 1957, dopo aver giocato in Svizzera, si trasferisce in Italia al Lecco, dove gioca prima in Serie B e poi in Serie A. Sempre in massima serie veste anche la maglia del Padova, società per la quale gioca dall'autunno 1961 alla fine della stagione successiva, durante la quale i veneti partecipano alla Serie B.
Ha totalizzato una cinquantina di presenze e 5 gol in Serie A.
Nella stagione 1963-1964 gioca per la Reggina in Serie C.